# KCNA1
KCNA1（potassium voltage-gated channel subfamily A member 1）もしくはKv1.1は、ヒトではKCNA1遺伝子にコードされるShaker型電位依存性カリウムチャネルである。アイザックス症候群は、Kv1.1イオンチャネルに対する自己免疫反応によって引き起こされる。

## 遺伝子
KCNA1遺伝子は12番染色体短腕（12p13.32）に位置する。この遺伝子の長さは8,348塩基対で、495アミノ酸（予測分子量56,466）からなるタンパク質をコードする。

## 構造
Kv1.1カリウムチャネルの各サブユニットは6つの膜貫通領域（S1からS6）を持ち、S5とS6の間のループがチャネルの透過孔を形成すると考えられている。この領域には保存された選択性フィルターモチーフも含まれている。機能的なチャネルはホモ四量体である。タンパク質のN末端はβサブユニットと結合している。βサブユニットはチャネルの不活性化や細胞膜への発現を調節している。C末端は、チャネルの標的化に関与するPDZドメイン含有タンパク質と結合している。

## 機能
Kv1.1チャネルはカリウム選択性チャネルとして機能し、電気化学的勾配に従ってカリウムイオンが透過する。これらのチャネルは膜の再分極化に関与している。

## RNA編集
このタンパク質のpre-mRNAはアデニン（A）からイノシン（I）へのRNA編集を受ける。
編集を受ける部位は、タンパク質の400番残基に相当する部位である。この残基は6番目の膜貫通領域、透過孔のinner vestibuleと呼ばれる領域に位置している。RNA編集は、pre-mRNAのこの部分でのステムループ構造の形成によって媒介される。この部位（I/V部位）を選択的に編集する酵素はADAR2である可能性が高い。編集によってコドンはATTからGTTに変化し、コードされるアミノ酸はイソロイシン（I）からバリン（V）に変化する。ｍFOLDプログラムによって編集に最低限必要な領域が予測されており、不完全な逆向き反復配列がヘアピン構造を形成すると考えられている。この領域は114塩基対から構成される。同様の領域は、マウスやラットでも同定されている。編集を受けるアデノシンは6塩基対の二本鎖領域内に位置する。この6塩基対二本鎖領域近傍の変異実験により、編集が行われるために必要不可欠な塩基が同定されている。この領域は、エクソン配列のみによって形成されるヘアピン構造であるという点で他のものとは異なっている。AからIへの編集が起こるために必要な相補的配列（editing complementary sequence、ECS）は、イントロンに位置しているものが大部分である。
編集はイカ、ショウジョウバエ、マウス、ラットで観察されており、高度に保存されている。
編集頻度は組織によって異なり、尾状核では17%、脊髄では68%、延髄では77％である。

### 影響
編集によって、編集部位のアミノ酸はイソロイシンからバリンに変化する。この部位はチャネルの高度に保存されたイオン透過孔に位置しており、チャネルの速い不活性化過程に影響を及ぼしている可能性がある。
電位依存性カリウムチャネルは、電位に応答してカリウム選択性透過孔を開閉することで興奮性を調節する。カリウムイオンの流れは、不活性化を担う領域との相互作用によって妨げられる。ヒトのKv1.1チャネルではこうした相互作用は補助タンパク質によって担われているが、他の種ではチャネル内の部分によって行われている。IからVへの変化は不活性化領域と透過孔の内壁との相互作用を妨げると考えられている。その結果、速い不活性化過程が妨げられる。活性化の速度論はRNA編集の影響を受けない。不活性化の速度論的変化は、活動電位の持続と頻度に影響を与える。編集を受けたチャネルは不活性化領域がイオン透過孔と相互作用できないため、未編集型と比較してより多くの電流を流し、活動電位は低くなる。このことは電気生理学的解析によって明らかにされている。膜の脱分極の持続時間は減少し、神経伝達物質の放出効率も低下する。編集はチャネルを構成する四量体のいずれにも生じうるため、チャネルの不活性化には広い範囲の影響が生じる場合がある。
速い不活性化過程の変化は、行動的・神経学的影響を及ぼすことが知られている。

## 関連文献
- “KCNE4 is an inhibitory subunit to Kv1.1 and Kv1.3 potassium channels.”. Biophys. J. 85 (3):  1525–37. (2003). Bibcode: 2003BpJ....85.1525G. doi:10.1016/S0006-3495(03)74585-8. PMC 1303329. PMID 12944270.
- “Nogo-A at CNS paranodes is a ligand of Caspr: possible regulation of K(+) channel localization.”. EMBO J. 22 (21):  5666–78. (2003). doi:10.1093/emboj/cdg570. PMC 275427. PMID 14592966.
- “Functional characterization of an episodic ataxia type-1 mutation occurring in the S1 segment of hKv1.1 channels.”. Pflügers Arch. 446 (3):  373–9. (2003). doi:10.1007/s00424-002-0962-2. PMID 12799903.
- “A missense mutation in the Kv1.1 voltage-gated potassium channel-encoding gene KCNA1 is linked to human autosomal dominant hypomagnesemia.”. J. Clin. Invest. 119 (4):  936–42. (2009). doi:10.1172/JCI36948. PMC 2662556. PMID 19307729.
- “Novel mutation in KCNA1 causes episodic ataxia with paroxysmal dyspnea.”. Muscle Nerve 37 (3):  399–402. (2008). doi:10.1002/mus.20904. PMID 17912752.
- “The human Kv1.1 channel is palmitoylated, modulating voltage sensing: Identification of a palmitoylation consensus sequence.”. Proc. Natl. Acad. Sci. U.S.A. 102 (17):  5964–8. (2005). Bibcode: 2005PNAS..102.5964G. doi:10.1073/pnas.0501999102. PMC 1087951. PMID 15837928.
- “Disinactivation of N-type inactivation of voltage-gated K channels by an erbstatin analogue.”. J. Biol. Chem. 279 (28):  29226–30. (2004). doi:10.1074/jbc.M403290200. PMID 15136567.
- “Diversification of transcriptional modulation: large-scale identification and characterization of putative alternative promoters of human genes.”. Genome Res. 16 (1):  55–65. (2006). doi:10.1101/gr.4039406. PMC 1356129. PMID 16344560.
- “Functional coupling of intracellular calcium and inactivation of voltage-gated Kv1.1/Kvbeta1.1 A-type K+ channels.”. Proc. Natl. Acad. Sci. U.S.A. 101 (43):  15535–40. (2004). Bibcode: 2004PNAS..10115535J. doi:10.1073/pnas.0402081101. PMC 524431. PMID 15486093.
- “Contribution of the central hydrophobic residue in the PXP motif of voltage-dependent K+ channels to S6 flexibility and gating properties.”. Channels (Austin) 3 (1):  39–45. (2009). doi:10.4161/chan.3.1.7548. PMID 19202350.
- “Expanding the phenotype of potassium channelopathy: severe neuromyotonia and skeletal deformities without prominent Episodic Ataxia.”. Neuromuscul. Disord. 14 (10):  689–93. (2004). doi:10.1016/j.nmd.2004.06.007. PMID 15351427.
- “A novel KCNA1 mutation associated with global delay and persistent cerebellar dysfunction.”. Mov. Disord. 24 (5):  778–82. (2009). doi:10.1002/mds.22467. PMID 19205071.
- “A novel KCNA1 mutation identified in an Italian family affected by episodic ataxia type 1.”. Neuroscience 157 (3):  577–87. (2008). doi:10.1016/j.neuroscience.2008.09.022. PMID 18926884.
- “Clinical spectrum of voltage-gated potassium channel autoimmunity.”. Neurology 70 (20):  1883–90. (2008). doi:10.1212/01.wnl.0000312275.04260.a0. PMID 18474843.
- “Functional analysis of a novel potassium channel (KCNA1) mutation in hereditary myokymia.”. Neurogenetics 8 (2):  131–5. (2007). doi:10.1007/s10048-006-0071-z. PMC 1820748. PMID 17136396.
- “Generation and initial analysis of more than 15,000 full-length human and mouse cDNA sequences.”. Proc. Natl. Acad. Sci. U.S.A. 99 (26):  16899–903. (2002). Bibcode: 2002PNAS...9916899M. doi:10.1073/pnas.242603899. PMC 139241. PMID 12477932.
- “International Union of Pharmacology. LIII. Nomenclature and molecular relationships of voltage-gated potassium channels.”. Pharmacol. Rev. 57 (4):  473–508. (2005). doi:10.1124/pr.57.4.10. PMID 16382104.
- “A novel mutation in KCNA1 causes episodic ataxia without myokymia.”. Hum. Mutat. 24 (6):  536. (2004). doi:10.1002/humu.9295. PMID 15532032.
- “A conserved domain in axonal targeting of Kv1 (Shaker) voltage-gated potassium channels.”. Science 301 (5633):  646–9. (2003). Bibcode: 2003Sci...301..646G. doi:10.1126/science.1086998. PMID 12893943.